# Чемпионат Новой Зеландии по кёрлингу среди смешанных пар 2025
Чемпионат Новой Зеландии по кёрлингу среди смешанных пар 2025 в настоящее время проводится с 14 по 17 августа 2025 года в городе Несби на арене MCI (Maniototo Curling International). Турнир проводится в 18-й раз.
В чемпионате принимают участие 5 команд.

## Формат турнира
Сначала команды в одной группе участвуют в групповом этапе, проводимом по круговой системе в один круг. Команды ранжируются по количеству побед; при равенстве количества побед у двух команд они ранжируются между собой по результату личной встречи, при равенстве количества побед у трёх или более команд — по результатам среднего значения тестовых бросков в дом (англ. Draw Shot Challenge, DSC, в сантиметрах; чем меньше величина, тем выше место команды).
Во второй этап, плей-офф, играющийся по «неполной» олимпийской системе, выходят 3 команды: команды, занявшие в группе 2-е и 3-е места, встречаются в полуфинальной серии до двух побед (т.е. максимум 3 матча; как результат первого матча зачитывается результат матча между этими командами на групповом этапе); победитель полуфинальной серии встречается в такой же финальной серии с командой, занявшей на групповом этапе 1-е место.
Все матчи проводятся в восемь эндов. Время начала матчей указано местное летнее (UTC+13:00).

## Составы команд
| Команда         | Женщина       | Мужчина      |
| --------------- | ------------- | ------------ |
| Бекер / Бекер   | Бриджет Бекер | Шон Бекер    |
| Кинни / Уокер   | Руби Кинни    | Хантер Уокер |
| Смит / Смит     | Джессика Смит | Бен Смит     |
| Смит / Худ      | Кортни Смит   | Антон Худ    |
| Томпсон / Burke | Холли Томпсон | Hunter Burke |

## Групповой этап
Результаты матчей и положение команд после сессии 4 (из 5) (Friday 15 August 6:00 pm)
|    | Команда         | A1   | A2  | A3   | A4   | A5  | В | П | DSC, см | Место |
| -- | --------------- | ---- | --- | ---- | ---- | --- | - | - | ------- | ----- |
| A1 | Бекер / Бекер   | *    |     | 2:6  | 2:11 | 9:4 | 1 | 2 |         | 3     |
| A2 | Кинни / Уокер   |      | *   | 4:8  | 6:8  | 2:7 | 0 | 3 |         | 5     |
| A3 | Смит / Смит     | 6:2  | 8:4 | *    | 6:10 | 8:4 | 3 | 1 |         | 2     |
| A4 | Смит / Худ      | 11:2 | 8:6 | 10:6 | *    |     | 3 | 0 |         | 1     |
| A5 | Томпсон / Burke | 4:9  | 7:2 | 4:8  |      | *   | 1 | 2 |         | 3     |